# Wolfgang Abendroth
Wolfgang Abendroth (Wuppertal, 2 maggio 1906 – Francoforte sul Meno, 15 settembre 1985) è stato un politologo e giurista tedesco, studioso del movimento operaio, giudicato un punto di riferimento del marxismo nella Germania Ovest.

## Biografia

### Repubblica di Weimar
Nato nel 1906 a Wuppertal-Elberfeld frequentò il liceo a Francoforte sul Meno e studiò giurisprudenza nelle Università di Tubinga, Münster e Francoforte. Dal 1930 al 1933 lavorò presso il tribunale di Hechingen.
Figlio di socialdemocratici, Abendroth si dedicò prestissimo all'attività politica. Dal 1920 fu membro del Partito Comunista di Germania (KPD), dal quale venne allontanato nel 1928 per aver mosso delle critiche alla linea politica del partito.

### Opposizione durante il Terzo Reich
Dopo la presa del potere da parte dei nazisti, ad Abendroth venne impedito di continuare ad esercitare qualunque professione legale. Entrò così a far parte di diversi movimenti politici clandestini (Rote Hilfe, Neu Beginnen ed altri). Nel 1937 venne arrestato dalla Gestapo e condannato a quattro anni di detenzione ai lavori forzati per alto tradimento della patria. Dopo il suo rilascio, avvenuto nel 1941, Abendroth si trasferì presso i suoi genitori a Potsdam, trovando un impiego come consulente legale a fiscale in una ditta di esportazioni.
Nel 1943 arrivò la chiamata alle armi. Assegnato ad una divisione nell'isola greca di Lemno, nel 1944 Abendroth disertò unendosi alla resistenza greca. Catturato dagli inglesi, vide finire la guerra in dei campi di prigionia.

### Dopo la guerra
Nel novembre del 1946 tornò in Germania, dove si iscrisse al partito socialdemocratico per poi esserne espulso nel 1961 per contrasti politici, e nel 1947 divenne giudice a Potsdam e successivamente professore di diritto presso l'Università "Martin Lutero" di Halle-Wittenberg. L'anno successivo arrivò la nomina a docente di diritto dei popoli a Lipsia, e qualche mese dopo un nuovo trasferimento, questa volta all'Università di Jena. Nel 1949 abbandonò la Repubblica Democratica Tedesca e assunse un incarico alla Hochschule für Sozialwissenschaften (Accademia delle Scienze Sociali) di Wilhelmshaven.

## Opere principali
- 1955 – Die deutschen Gewerkschaften
- 1964 – Aufstieg und Krise der deutschen Sozialdemokratie (traduzione italiana di Claudia Beltramo Ceppi: La socialdemocrazia in Germania; Roma: Editori riuniti, 1980)
- 1965 – Sozialgeschichte der europäischen Arbeiterbewegung (traduzione italiana: Storia sociale del movimento operaio europeo, Torino: Einaudi, 1971)
- 1967 – Antagonistische Gesellschaft und politische Demokratie (raccolta di saggi in parte tradotti in Socialismo e marxismo da Weimar alla Repubblica Federale; introduzione di Giacomo Marramao, Firenze: La nuova Italia, 1978
- 1976 – Ein Leben in der Arbeiterbewegung (libro di memorie in forma di intervista)
- 1985 – Geschichte der Arbeiterbewegung